# The Stone Pony
The Stone Pony, situat a Asbury Park a Monmouth, Nova Jersey, és una de les sales de música més conegudes de l'estat. És coneguda com una plataforma de llançament per a moltes llegendes de la música nord-Americanes, incloent els nadius Bruce Springsteen, Patti Scialfa, Jon Bon Jovi, i Southside Johnny i la Asbury Jukes.

## Història

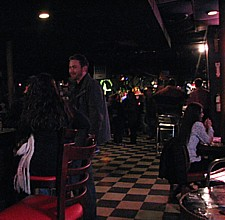
L'Stone Pony al 2009 després de renovacions.

Abans d'arribar a ser un indret musical, l'edifici acollia un restaurant anomenat Mrs. Jay's. Seguidament va anomenar-se Mrs. Jay's Beer Garden i era visitat amb freqüència per una comunitat políglota de turistes, estudiants i motoristes. A mitjans dels 60, el funcionament de Mrs. Jay's va començar a admetre actuacions musicals. Després que el restaurant i jardí de la cervesa tanqués el 1968, (suposadament a causa d'una cambrera que vestia una brusa amb transparències) Mrs. Jay's es va traslladar dues portes més avall i va reobrir poc temps després. La segona reencarnació de la senyora Jays va arribar a ser un escenari important per motoristes en els seus últims dies abans la seva demolició a final dels 80. L'edifici que originalment va acollir Mrs. Jay's va continuar sent fosc fins al 1973, quan el recinte va reobrir-se amb el nom de Stone Pony. Entre altres bandes locals, la banda de versions"The Colony" de Nova Jersey va ser una de les bandes de la casa principal durant gran part de 1974.
Des la inauguració de l'Stone Pony el 1973, molts dels artistes musicals més populars del món han actuat allà. El 1991, va caure en bancarrota per causa d'una sèrie de demandes per fomentar la conducció sota els efectes de l'alcohol. Tanmateix, el club nocturn va reobrir el 1992. Degut a la seva importància al món de música, va fer-se una protesta popular contra el seu tancament al final dels 90. En aquells temps, s'estenia el rumor que la música en viu estava fent que decaigués l'original. La situació va ser incerta durant un temps. L'Stone Pony va ser tancat i obert reiteradament com els desenvolupadors van fer repetidament a Asbury Park durant el principi del nou mil·lenni. Com els desenvolupadors van apuntar Asbury Parc a través del començament del mil·lenni nou. Músics i clients van organitzar i van reunir-se en suport del bar musical. 
El club va ser renovat el 2000, conservant el caràcter associat amb els seus anys primerencs. També va afegir-se una exposició permanent d'art i artefactes de la història de la ciutat i el local. Es van instal·lar equips d'il·luminació i so d'última generació i, a l'exterior, i enllumenat modern l'equipament va ser instal·lat, i exterior, propers a l'Oceà Atlàntic, l'entrada va ser decorada amb motiu de platja i es va afegir una instal·lació alimenticia. Els aficionats i els artistes van continuar donar suport, i els Premis de la Música d'Asbury Park van tornar a l'Stone Pony.
Finalment, la comunitat de música va prevaler, es va reemergir una vibrant escena de música en directe i les multituds van tornar. "Una visita a l'Stone Pony és considerada una excursió de pelegrinatge pels fans del rock 'n' roll de tot el món", va dir la llavors governadora de Nova Jersey, Christine Todd Whitman, que va tornar a obrir oficialment el club el cap de setmana del Memorial Day l'any 2000. "És un lloc important—no només per nosaltres, sinó pel món."

## The Stone Pony

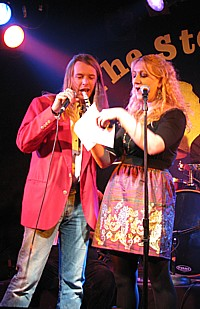
Keith McCarthy i Lindsey Miller anunciant els guanyadors dels premis musicals d'Asbury Park.

Abans fins i tot que obrís portes l'any 2000, The Stone Pony va fer una aposta per implicar-se en la comunitat d'Asbury Park. El club i la ciutat van co-patrocinar durant un cap de setmana l'Asbury Park Festival al costat de l'apartament. El festival va ser gratuït per al públic i va comptar amb venedors artesans locals, així com amb música en viu dins i fora del club. El Servei Postal dels estats UNITS va crear una cancel·lació especial de l'esdeveniment, i centenars de persones van fer cua per tenir sobres segellats per l'ocasió. El club va ser obert per fer negocis en horari nocturn, i una part dels ingressos van ser per Stephen Crane, casa de la Quarta Avinguda a la ciutat, on l'autor de El Distintiu Vermell de Coratge va viure durant gran part de la seva curta vida.
La cerimònia delsPremis de la Música d'Asbury Park, fundats l'any 1993 com "The Golden T-Bird Awards" i reanomenats com "The Asbury Park Music Awards" el 1995, s'acostumen a celebrar a l'Stone Pony. Els guardons reconeixen l'excel·lència en la regió de música de la comunitat. El format de l'acte és similar a la de la Grammy Awards. Compta amb la presentació de premis entre actuacions de música i poesia original i en viu. L'esdeveniment és promogut conjuntament per l'Stone Pony, The Saint, WBJB-FM, i The Aquarian.
The Stone Pony ha acollit un bon nombre d'esdeveniments que impliquen grups, comunitats i organitzacions benèfiques. Procedeix d'un concert titulat "Recordant Harry Chapin" que beneficia una entitat que lluita contra la fam al món. El club ha estat designat com un punt de partida oficial pels Bancs dels Aliments de Monmouth i Ocean Counties. El club va celebrar un esdeveniment de recaptació de fons per a l'Associació de Jazz i Blues de Jersey Shore i la fundació Acustic Musics Guild. També va patrocinar un concert on Bruce Springsteen va aparèixer suportant la fundació de la Malaltia de Parkinson, i un event benèfic per la familia d'un jove que va perdre la seva vida en un accident de moto. 
El club es va associar amb la comunitat en ofertar la primera mostra fotogràfica que destaca la ciutat feta per alumnes de l'institut Ruby a Woodfield per a estudiants discapacitats i dificultats. La gestió de l'Stone Pony també va establir "The Stone Pony Foundation" per promoure l'educació musical als nivells d'educació primària i secundària. Es va comprar un amplificador per a un jove aspirant guitarrista blues de la zona i el club va ser patrocinador d'un esdeveniment en un altre lloc que va beneficiar la música i l'educació artística a les escoles d'Asbury Park.